# Eczemotes affinis
Eczemotes affinis là một loài bọ cánh cứng trong họ Cerambycidae.